# Sara Skyttedal
Sara Magdalena Skyttedal (ur. 6 sierpnia 1986 w Tyresö) – szwedzka polityk, działaczka młodzieżowa i samorządowiec, posłanka do Parlamentu Europejskiego IX kadencji.

## Życiorys
Studiowała nauki polityczne i ekonomiczne oraz historię idei na Uniwersytecie w Sztokholmie. Kształciła się również w zakresie retoryki. Pracowała m.in. w branży handlowej i w marketingu. W trakcie studiów działała w samorządzie lokalnym gminy Haninge. Zaangażowała się w działalność polityczną w ramach Chrześcijańskich Demokratów. Pełniła szereg funkcji w strukturze KDU, młodzieżówki tego ugrupowania. W latach 2013–2016 była przewodniczącą tej organizacji. W 2011 została wiceprzewodniczącą YEPP, organizacji młodzieżowej Europejskiej Partii Ludowej.
W 2016 weszła w skład władz wykonawczych w gminie Linköping. W listopadzie 2018 została liderką listy wyborczej chadeków w wyborach europejskich. W wyniku głosowania z maja 2019 uzyskała mandat posłanki do Parlamentu Europejskiego IX kadencji. W lutym 2024 zrezygnowała z członkostwa w partii. W tym samym roku współtworzyła nowe ugrupowanie Folklistan.